# サン・アントン教会
サン・アントン教会（バスク語 : San Anton eliza, スペイン語: Iglesia de San Antón, 英語: Church of San Antón）は、スペイン・バスク自治州・ビスカヤ県・ビルバオのカスコ・ビエホ地区（旧市街）にあるカトリック教会である。大アントニオス（スペイン語ではサン・アントン）に捧げられている。ビルバオ市の紋章にはサン・アントン橋とともにサン・アントン教会が描かれている。ネルビオン川河岸（ビルバオ河口）にある。

## 歴史
1300年、ディエゴ・ロペス・デ・アロ5世はビルバオを建設して特権を与えた。1334年にはカスティーリャ王アルフォンソ11世が要塞と城壁の建設を命じ、洪水に対する堤防のように使用された。この城壁は発掘調査によって2002年に発見されている。
現在の教会がある土地は商品の倉庫として使用されていたが、1433年に聖アントン（大アントニオス）に捧げられたサン・アントン教会が完成し、長方形の身廊ひとつとアーチ型の屋根を有した。今日では、ビルバオの旧城壁付近で教会の古い基盤を見ることができる。当時の敷地はとても小さく、また教会を信仰する人々が増加したため、1478年には教会を拡張する新計画が開始され、16世紀前半に拡張が終了した。拡張部分にはゴシック様式が用いられ、3つの身廊を有している。窓から太陽光が降り注ぐ主廊の壁は高い位置が柱廊となっており興味深い。正面玄関はルネサンス様式であり、1544年にフアン・デ・ガリタによって築かれた。鐘楼はバロック様式であり、1775年にフアン・デ・イトゥルブルによって築かれた。ヘロニモ・デ・アルゴスによって設計された風向計（「信頼」の寓意）が付け加えられている。教会の多くの調度品は時間とともに失われている。主祭壇画は画家のイニャキ・エルギンによって描かれ、磔刑されたキリストの肖像画と、聖ペドロと聖パブロの彫像があったが、ロマネスク様式の棚の一部であったこのふたつの彫像は現存しない。15世紀のゴシック時代の聖アントンの肖像画と、ロココ時代に彫刻家フアン・パスクアル・デ・メナによって彫られた聖アントンの彫像がある。
歴史を通じて教会は多くの被害を受け、2度閉鎖された。ネルビオン川に隣接していることから、被害の多くはネルビオン川がもたらした。何度も洪水が起こり、建物内部が影響を受けた。直近の洪水は1983年であり、建物内部を破壊し、扉や手すりを引き流した。戦争時の爆撃や火災でも多くの被害を受けた。特にカルリスタ戦争中には、教会が倉庫として使用されたため、教会としての機能を閉じなければならなかった。1881年には教会が荒れ果て、2度目の封鎖が行われた。サビノ・ゴイコエチェアによる復元でオリジナルの物の多くが変更されたため、大きな論争を呼んだ。

## 様式
ゴシック様式は15世紀と16世紀の建築様式である。この時代に建てられた建築物の大部分は時間とともに風化し、再建されてきており、もはやゴシック様式のエッセンスを残していないことが多い。サン・アントン教会も再建を経ているが、リブのある天井、鋭いアーチなど、オリジナルの時代のゴシック様式の特徴を見ることができる。サン・アントン教会には、プロボスト（司祭）の礼拝堂、ピエティ（信心）の礼拝堂、サン・ロケ（聖ロケ）の礼拝堂の3棟の礼拝堂がある。1984年7月17日、国定歴史的・芸術的建築物に指定された。

## ギャラリー

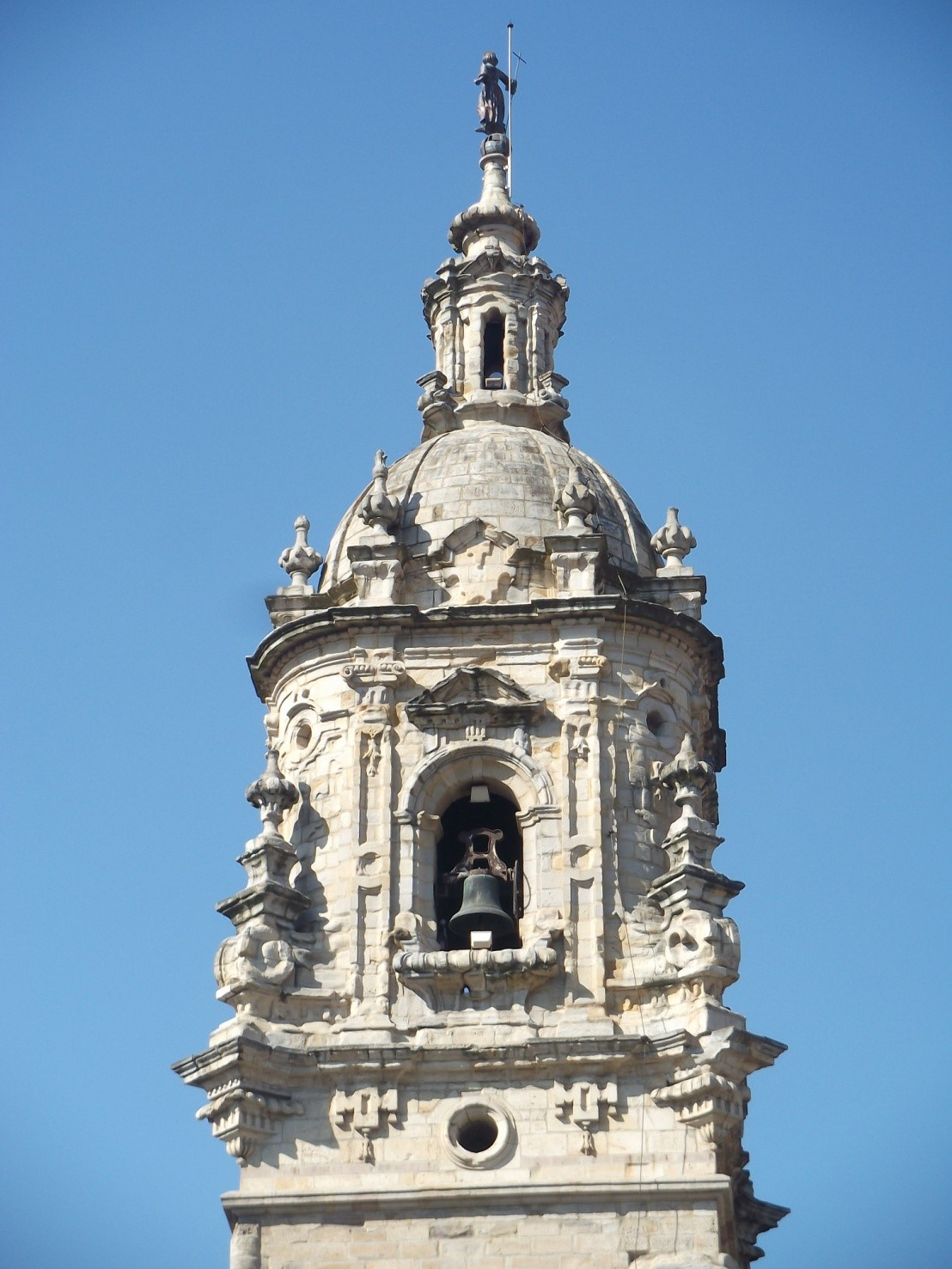
鐘楼
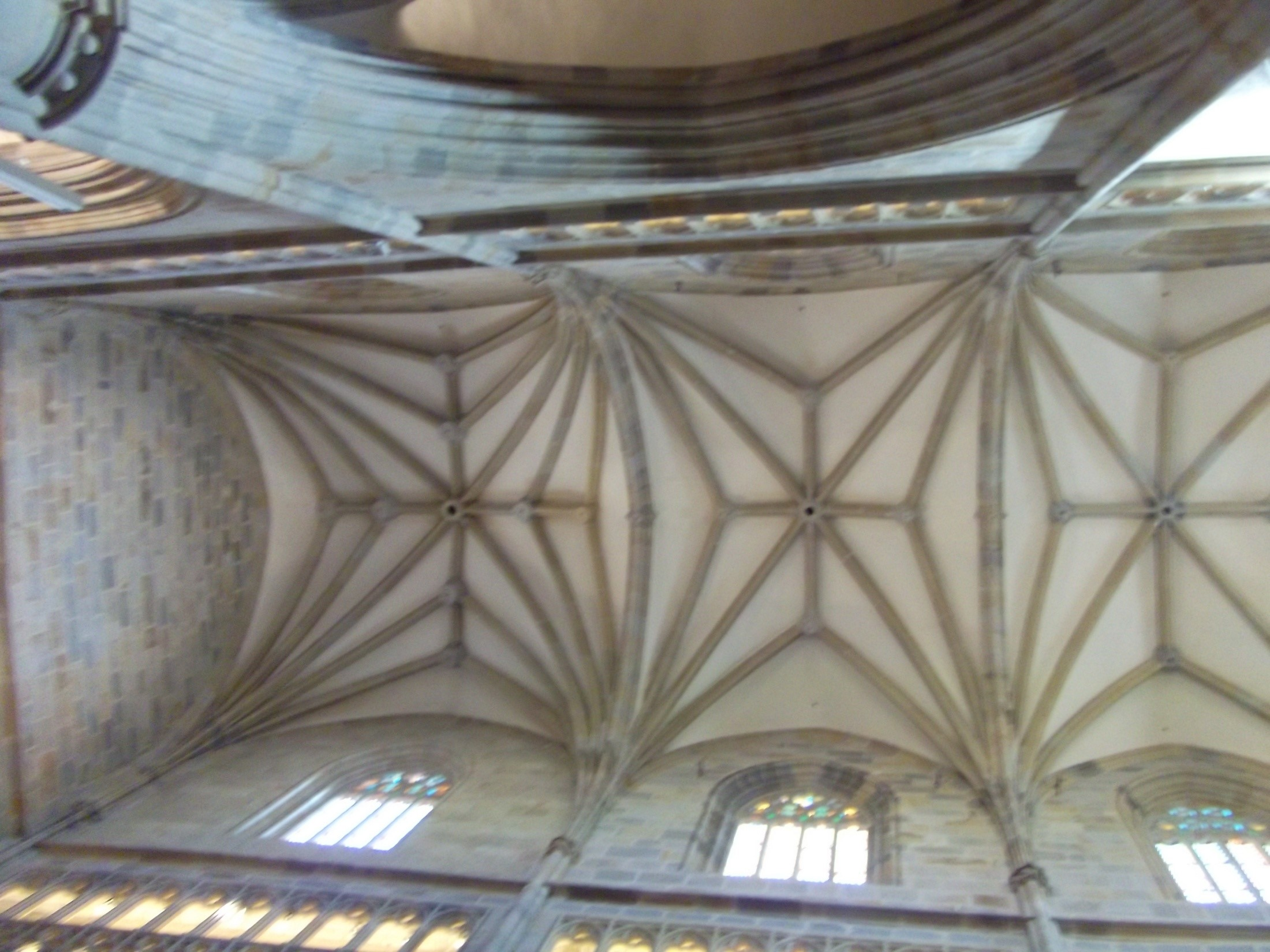
天井
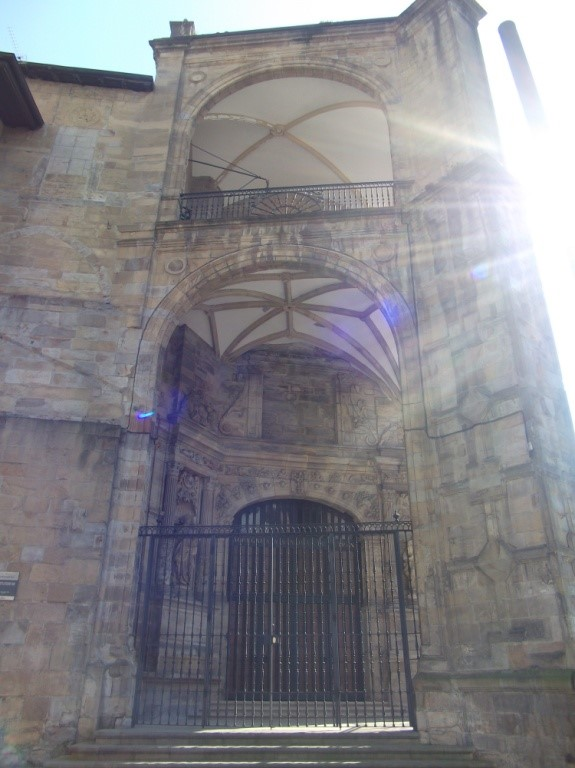
ファサード
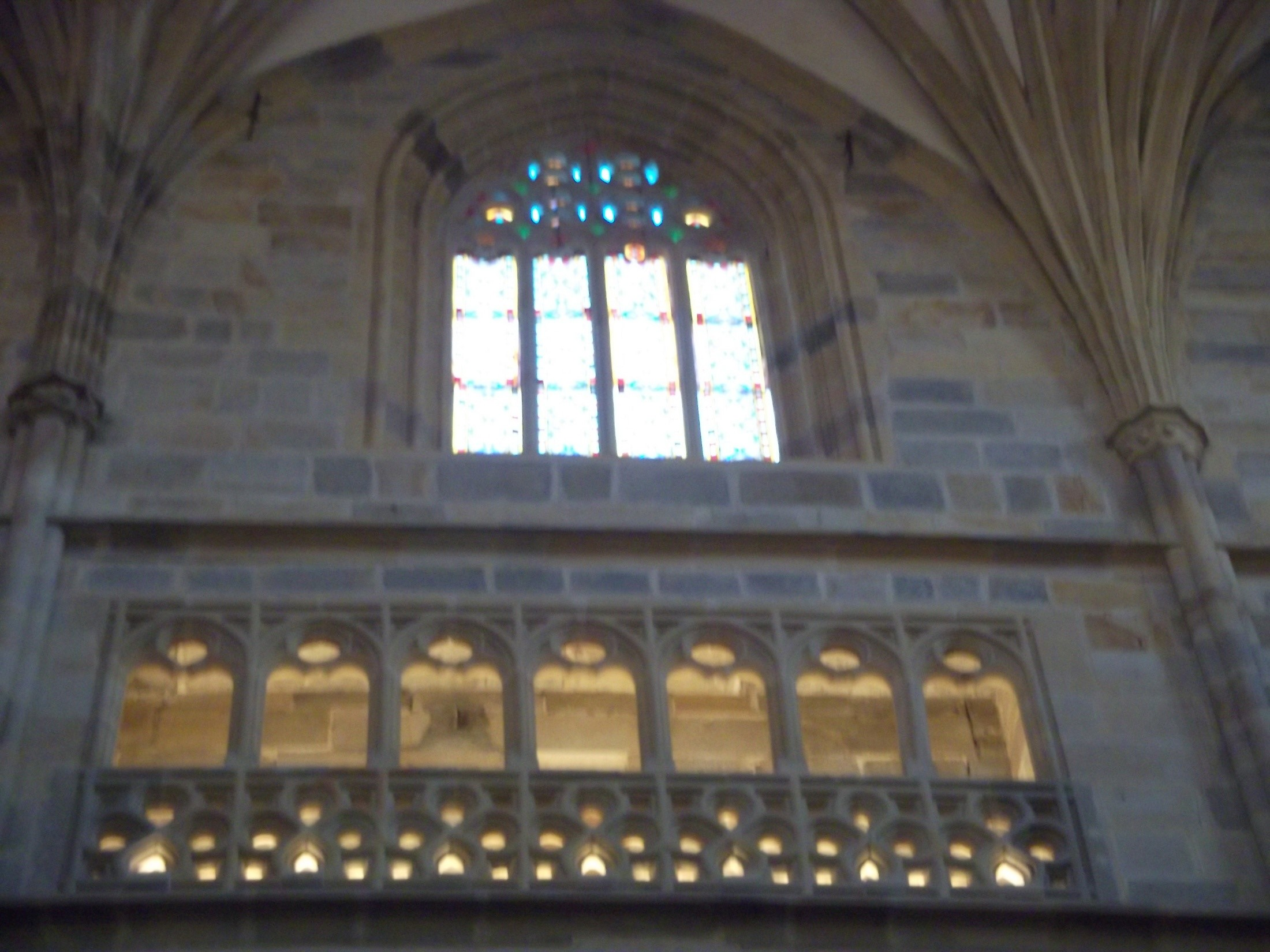
窓
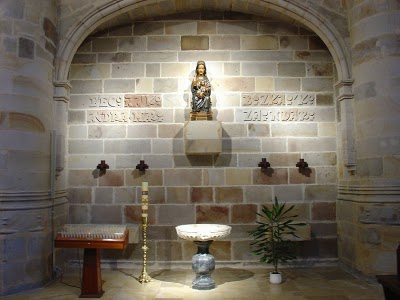
礼拝堂
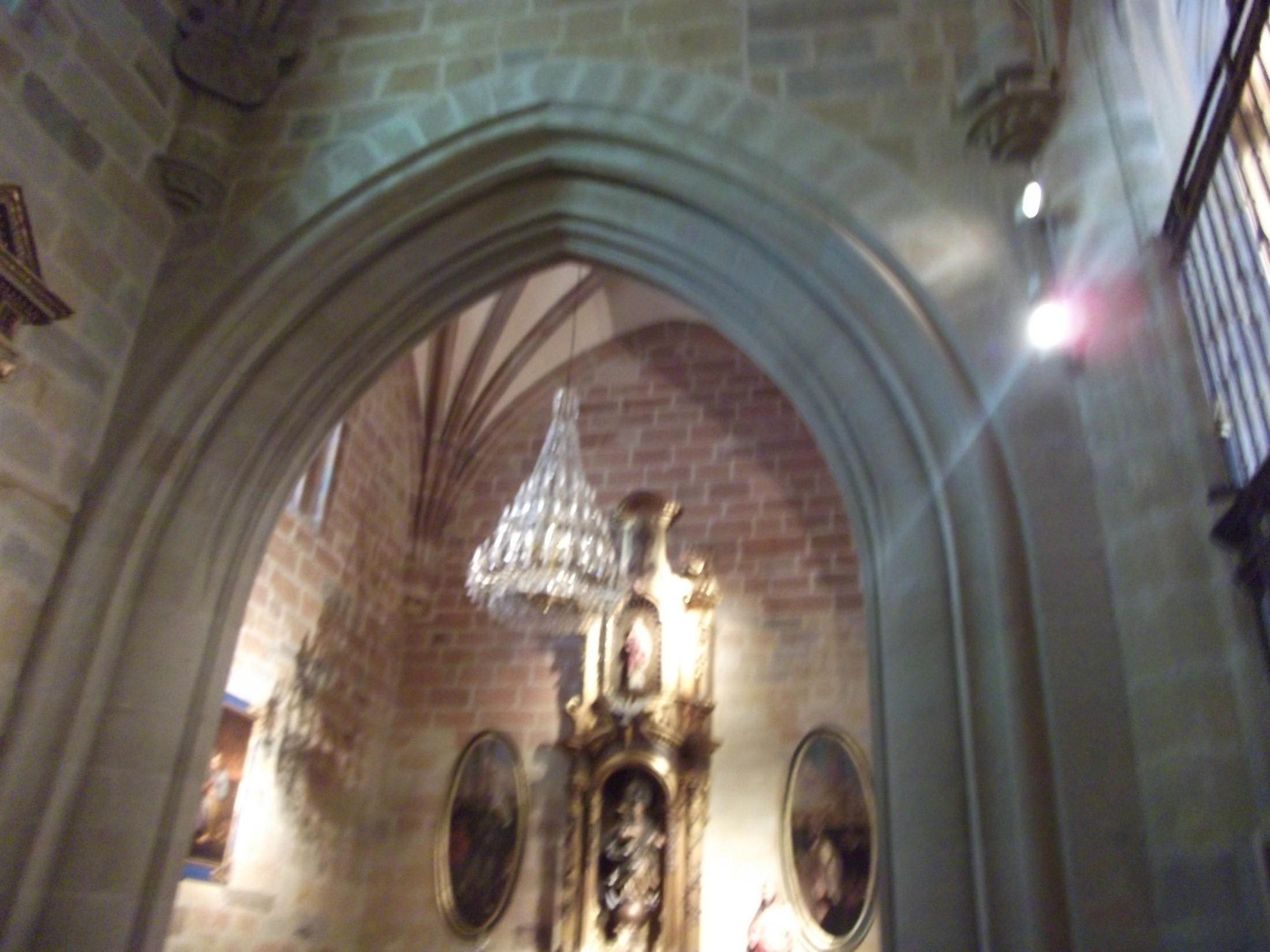
礼拝堂のアーチ

座標: 北緯43度15分18秒 西経2度55分24秒 / 北緯43.25500度 西経2.92333度